# World Athletics Relays 2021 – 4×400 meter vrouwen
De 4×400 meter vrouwen op de World Athletics Relays 2021 vond plaats op 1 en 2 mei in het Śląskistadion van Chorzów.

## Records[1]
Voorafgaand aan het toernooi waren dit het wereldrecord, het kampioenschapsrecord, de beste wereldjaarprestatie en de werelddeelrecords:
| Wereldrecord                        | Tatyana Ledovskaya, Olga Nazarova, Mariya Pinigina, Olga Bryzgina           | 3.15,17 | Seoel        | 1 oktober 1988    |
| Kampioenschapsrecord                | Phyllis Francis, Natasha Hastings, Sanya Richards-Ross, Francena McCorory   | 3.19,39 | Nassau       | 3 mei 2015        |
| Wereldleiding                       | Jania Martin, Syaira Richardson, Charokee Young, Athing Mu                  | 3.26,27 | Fayetteville | 14 februari 2021  |
| Afrikaans record                    | Olabisi Afolabi, Fatima Yusuf, Charity Opara, Falilat Ogunkoya              | 3.21,04 | Atlanta      | 3 augustus 1996   |
| Aziatisch record                    | An Xiaohong, Bai Xiaoyun, Cao Chunying, Ma Yuqin                            | 3.24,28 | Peking       | 13 september 1993 |
| Noord, centraal en caribisch record | Denean Howard, Diane Dixon, Valerie Brisco-Hooks, Florence Griffith Joyner  | 3.15,51 | Seoel        | 1 oktober 1988    |
| Zuid-Amerikaans record              | Geisa Aparecida Coutinho, Bárbara de Oliveira, Joelma Sousa, Jailma de Lima | 3.26,86 | São Paulo    | 7 augustus 2011   |
| Europees record                     | Tatyana Ledovskaya, Olga Nazarova, Mariya Pinigina, Olga Bryzgina           | 3.15,17 | Seoel        | 1 oktober 1988    |
| Oceanisch record                    | Nova Peris-Kneebone, Tamsyn Manou, Melinda Gainsford-Taylor , Cathy Freeman | 3.23,81 | Sydney       | 30 september 2000 |

## Resultaten

### Series
De eerste twee van elke serie kwalificeerden zich direct voor de finale (Q). Diegene kwalificeerde zich direct voor de Olympische spelen 2020 (OQ) en voor de Wereldkampioenschappen atletiek 2022 (WQ).
| Rang | Serie | Baan | Land | Atleten                                                                              | Tijd    | Bijz.         |
| ---- | ----- | ---- | ---- | ------------------------------------------------------------------------------------ | ------- | ------------- |
| 1    | 2     | 5    | CUB  | Zurian Hechavarría, Rose Mary Almanza, Lisneidy Veitía, Roxana Gómez                 | 3.27,90 | Q, OQ, WQ, SB |
| 2    | 1     | 7    | POL  | Kornelia Lesiewicz, Małgorzata Hołub-Kowalik, Kinga Gacka, Natalia Kaczmarek         | 3.28,11 | Q, OQ, WQ, SB |
| 3    | 1     | 3    | BEL  | Cynthia Bolingo, Imke Vervaet, Paulien Couckuyt, Camille Laus                        | 3.28,27 | Q, OQ, WQ, SB |
| 4    | 2     | 6    | NED  | Eva Hovenkamp, Eveline Saalberg, Lisanne de Witte, Femke Bol                         | 3.28,40 | Q, OQ, WQ     |
| 5    | 3     | 5    | GBR  | Ama Pipi, Zoey Clark, Jessie Knight, Jessica Turner                                  | 3.28,83 | Q, OQ, WQ     |
| 6    | 3     | 7    | GER  | Nadine Gonska, Corinna Schwab, Karolina Pahlitzsch, Ruth Sophia Spelmeyer-Preuß      | 3.29,73 | Q, WQ, SB     |
| 7    | 1     | 6    | ITA  | Raphaela Lukudo, Eleonora Marchiando, Petra Nardelli, Ayomide Folorunso              | 3.30,04 | Q, WQ, SB     |
| 8    | 2     | 3    | FRA  | Amandine Brossier, Sokhna Lacoste, Shana Grebo, Floria Gueï                          | 3.30,46 | Q, WQ, SB     |
| 9    | 1     | 4    | SUI  | Silke Lemmens, Rachel Pellaud, Veronica Vancardo, Annina Fahr                        | 3.34,85 | SB, WQ        |
| 10   | 1     | 5    | ESP  | Sara Gallego, Laura Bueno, Bárbara Camblor, Carmen Sánchez                           | 3.34,92 | SB, WQ        |
| 11   | 3     | 4    | BOT  | Thomphang Basele, Loungo Matlhaku, Galefele Moroko, Amantle Montsho                  | 3.34,99 | SB            |
| 12   | 3     | 3    | JPN  | Mayu Kobayashi, Nanako Matsumoto, Ayaka Kawata, Asami Shintaku                       | 3.35,26 | SB            |
| 13   | 2     | 4    | KEN  | Gladys Musyoki, Veronica Kamumbe Mutua, Sylivia Chematui Chesebe, Mary Moraa         | 3.39,34 | SB            |
| 14   | 2     | 6    | CHI  | Stephanie Saavedra, María José Echeverría, Poulette Cardoch, María Fernanda Mackenna | 3.41,28 | SB            |

### Finale[4]
| Rang   | Baan | Land | Atleten                                                                            | Tijd    | Bijz. |
| ------ | ---- | ---- | ---------------------------------------------------------------------------------- | ------- | ----- |
| Goud   | 4    | CUB  | Zurian Hechavarría, Rose Mary Almanza, Lisneidy Veitía, Roxana Gómez               | 3.28,41 |       |
| Zilver | 6    | POL  | Kornelia Lesiewicz, Małgorzata Hołub-Kowalik, Karolina Łozowska, Natalia Kaczmarek | 3.28,81 |       |
| Brons  | 5    | GBR  | Laviai Nielsen, Ama Pipi, Emily Diamond, Jessica Turner                            | 3.29,27 |       |
| 4      | 9    | NED  | Eva Hovenkamp, Lieke Klaver, Lisanne de Witte, Femke Bol                           | 3.30,12 |       |
| 5      | 3    | ITA  | Raphaela Lukudo, Eleonora Marchiando, Petra Nardelli, Ayomide Folorunso            | 3.32,69 |       |
| 6      | 8    | GER  | Nadine Gonska, Corinna Schwab, Karolina Pahlitzsch, Ruth Sophia Spelmeyer-Preuß    | 3.33,00 |       |
| 7      | 7    | BEL  | Hanne Maudens, Margo Van Puyvelde Paulien Couckuyt, Camille Laus                   | 3.37,66 |       |
| 8      | 2    | FRA  | Sounkamba Sylla, Brigitte Ntiamoah, Kellya Pauline, Kalyl Amaro                    | 3.40,58 |       |